# موجان مومن
موجان مومن  (مواليد 1950) هو طبيب متقاعد ومؤرخ متخصص في الدراسات البهائية وقد نشر العديد من الكتب والمقالات حول الإيمان البهائي والإسلام، وخاصة الإسلام الشيعي، بما في ذلك موسوعة إيرانيكا والمكتبة البريطانية، وهو زميل في الجمعية الملكية الآسيوية لبريطانيا العظمى وأيرلندا.
وقد أُستخدم كتابه "مقدمة في الإسلام الشيعي" كقراءة مطلوبة في الدورات الجامعية والحوزات العلمية حول الإسلام الشيعي. فاز بجائزة توماس روبنز السنوية السابعة للتميز في دراسة الحركات الدينية الجديدة في عام 2009 عن مقالته "الألفية والعنف: محاولة اغتيال ناصر الدين شاه إيران على يد البابيين في عام 1852". وهو محرر في مجلة الدراسات البهائية ويعمل كعضو هيئة تدريس في معهد ويلميت البهائي.
وُلِد عام 1950 في تبريز بإيران، لكن عائلته هاجرت إلى إنجلترا عام 1955 حيث تلقى تعليمه في كلية كوينز، تاونتون، وكلية سانت جون، كامبريدج، ومستشفى جايز (مستشفى تعليمي)، لندن. وهو متزوج من باحثة وناشرة أخرى تدعى ويندي مومن.

## المقالات
- Smith، Peter؛ Momen، Moojan (يناير 1989). "The Baha'i Faith 1957–1988: A survey of contemporary developments". Religion. ج. 19 ع. 1: 63–91. DOI:10.1016/0048-721X(89)90077-8.
- Momen، Moojan (يونيو 2005). "The Babi and Baha'i community of Iran: a case of "suspended genocide"?" (PDF). Journal of Genocide Research. ج. 7 ع. 2: 221–241. DOI:10.1080/14623520500127431. S2CID:56704626. مؤرشف من الأصل (PDF) في 2022-01-02.
- Momen، Moojan (2007). "Marginality and Apostasy in the Baha'i Community". Religion. ج. 37 ع. 3: 187–209. DOI:10.1016/j.religion.2007.06.008. S2CID:55630282. مؤرشف من الأصل في 2025-03-30.
- Momen، Moojan (أغسطس 2008). "Millennialism and Violence: The Attempted Assassination of Nasir al-Din Shah of Iran by the Babis in 1852". Nova Religio: The Journal of Alternative and Emergent Religions. ج. 12 ع. 1: 57–82. DOI:10.1525/nr.2008.12.1.57. JSTOR:10.1525/nr.2008.12.1.57.

## مقالات في موسوعة إيرانيكا
- أديب تالقاني (يد القضية)، بقلم موجان مومن، في موسوعة إيرانيكا، المجلد الأول (1985)
- أفنان: علم أنساب عائلة أفنان، بقلم موجان مومن، في موسوعة إيرانيكا، المجلد الأول (1985)
- علي أكبر شاهميرزادي (الحاج أخوند)، بقلم موجان مؤمن، في الموسوعة الإيرانية، المجلد الأول (1985)
- أمين حاجي: أمناء حق الله، بقلم موجان مؤمن، في الموسوعة الإيرانية، المجلد الأول (1985)
- بدشت، بقلم موجان مؤمن، في الموسوعة الإيرانية، المجلد 3 (1989)
- رواد البهائية، بقلم موجان مومن، في موسوعة إيرانيكا (2013)
- المؤتمرات البهائية، بقلم موجان مومن، في الموسوعة الإيرانية، المجلد 3 (1989)
- بهائية خانم، بقلم موجان مؤمن، في الموسوعة الإيرانية، المجلد 3 (1989)
- باليوزي، هـ.م.، بقلم موجان مومن، في موسوعة إيرانيكا، المجلد 3 (1989)
- تشيس، ثورنتون، بقلم موجان مومن، في موسوعة إيرانيكا، المجلد 5 (1992)
- علم الكونيات وعلم الكونيات، بقلم موجان مومن، في موسوعة إيرانيكا، المجلد 6 (1993)
- الذكر في الديانتين البابية والبهائية، بقلم موجان مؤمن، في موسوعة إيرانيكا، المجلد 7 (1996)
- الطلاق، بقلم موجان مومن، في الموسوعة الإيرانية، المجلد 7 (1996)
- مذكرات دولغوروكوف، بقلم موجان مؤمن، في الموسوعة الإيرانية، المجلد السابع (1996)
- فائزي، أبو القاسم (يد القضية)، بقلم موجان مؤمن، في موسوعة إيرانيكا، المجلد 9 (1999)
- المهرجانات، البهائية، بقلم موجان مؤمن، في الموسوعة الإيرانية، المجلد التاسع (1999)
- فضل مازندراني، ميرزا أسد الله، بقلم موجان مؤمن، في الموسوعة الإيرانية، المجلد 9 (1999)
- حيدر علي أصفهاني، بقلم موجان مؤمن، في الموسوعة الإيرانية، المجلد 12 (2004)
- الكلمات المخفية (Kalemát-i-Maknuna)، بقلم موجان مومن، في موسوعة إيرانيكا (2011)
- بيت العدل، بقلم موجان مؤمن، في موسوعة إيرانيكا، المجلد 3 (1989)
- لوح (لوح)، بقلم موجان مؤمن وتود لوسون، في الموسوعة الإيرانية (2005)
- الشهداء، بابي، بقلم بيتر سميث وموجان مومن، في موسوعة إيرانيكا (2005)
- مشرق الأذكار، بقلم موجان مؤمن، في الموسوعة الإيرانية (2010)
- مظهر إلهي (مظهر الله)، بقلم موجان مؤمن، في الموسوعة الإيرانية (2016)
- ميرزا أبو الفضل غولبايغاني، بقلم موجان مؤمن، في الموسوعة الإيرانية، المجلد الأول (1985)
- وليمة التسعة عشر يومًا، بقلم موجان مومن، في موسوعة إيرانيكا (2014)
- ثابت، حبيب، بقلم موجان مؤمن، في الموسوعة الإيرانية (2015)
- شوقي أفندي، بقلم موجان مؤمن، في الموسوعة الإيرانية (2011)
- صبحي، فضل الله مهتدي، بقلم موجان مؤمن، في الموسوعة الإيرانية (2015)
- المجلس الروحاني (محفل روحاني)، بقلم موجان مؤمن، في موسوعة إيرانيكا (2011)
- وحيد (السيد يحيى دارابي)، بقلم موجان مؤمن، في الموسوعة الإيرانية، المجلد السابع (1996)
- المرأة في أعمال الباب وفي الحركة البابية، بقلم موجان مومن، في موسوعة إيرانيكا (2011)
- زهور الحق، بقلم موجان مؤمن، في الموسوعة الإيرانية (2002)

## فصول في الكتب
- Momen، Moojan (2004). "Millennialist dreams and apocalyptic nightmares". في Sharon، Moshe (المحرر). Studies in Modern Religions, Religious Movements, and the Babi-Bahá'í Faiths. Leiden: Brill. ص. 97-116. ISBN:90-04-13904-4.
- Momen، Moojan (2005). "The role of women in the Iranian Baha'i community during the Qajar period". في Robert Gleave؛ C. E. Bosworth؛ V. S. Curtis؛ R. M. Gleave؛ V. A. Martin (المحررون). Religion and Society in Qajar Iran. RoutledgeCurzon/British Institute of Persian Studies(BIPS). London: Taylor & Francis Group. ج. 4. ص. 346–370. ISBN:9780415573474. OCLC:606741540.
- Momen, Moojan (2014). "Between Karbalāʾ and Tabrīz; Contested Martyrdom Narratives". In Sasha Dehghani; Silvia Horsch-Al Saad; Eli Bar-Chen; Almut Sh. Bruckstein; Navid Kermani; Angelika Neuwirth; Andreas Pflitsch; Martin Tamcke (eds.). Martyrdom in the Modern Middle East. Ex Oriente Lux: Rezeptionen und Exegesen als traditionskritik (بالإنجليزية). Würzburg: Ergon Verlag. Vol. 14. pp. 43–55. ISBN:978-3-95650-030-5. ISSN:1863-9348. OCLC:1256588197.

## الكتب
- Momen، Moojan، المحرر (1981). The Bábí and Baháʼí Religions, 1844-1944: Some Contemporary Western Accounts. Oxford, UK: George Ronald. ISBN:0-85398-102-7. مؤرشف من الأصل في 2025-04-03.
- Momen، Moojan، المحرر (1982). Studies in Babi And Baha’i History. Studies in the Babi and Baha'i Religions. Los Angeles: Kalimat Press. ج. 1.
- Momen، Moojan (1985). An introduction to Shi'i Islam: the history and doctrines of Twelver Shi'ism. New Haven, CT: Yale University Press. ISBN:9780300035315. OCLC:473693840.
- Momen، Moojan، المحرر (1987). Selections from the Writings of E.G. Browne on the Bábí and Baháʼí Religions. Oxford, UK: George Ronald. ISBN:0-85398-247-3. مؤرشف من الأصل في 2024-11-05. اطلع عليه بتاريخ 2022-12-23.
- Momen، Moojan (1990). Hinduism and the Baháʼí Faith. Oxford, UK: George Ronald. ISBN:0-85398-299-6. مؤرشف من الأصل في 2025-03-29.
- Momen، Moojan (1991). "The Baháʼí Community of Ashkhabad: Its Social Basis and Importance in Baháʼí History". في Shirin Akiner (المحرر). Cultural Change and Continuity in Central Asia. London, UK: Kegan Paul. ص. 278–305. ISBN:9780710303516. مؤرشف من الأصل في 2023-09-28.
- Momen، Moojan (1994). Buddhism and the Baháʼí Faith. Oxford, UK: George Ronald. ISBN:0-85398-384-4.
- Momen، Moojan (1997). A Short Introduction to the Baháʼí Faith. Oxford, UK: Oneworld Publications. ISBN:1-85168-209-0.
- Momen، Moojan (2000). Islam and the Baháʼí Faith, An Introduction to the Baháʼí Faith for Muslims. Oxford, UK: George Ronald. ISBN:0-85398-446-8.
- Momen، Moojan (2007). Baháʼu'lláh: A Short Biography. Oxford, UK: Oneworld Publications. ISBN:978-1-85168-469-4.
- Momen، Moojan (2008). The Baháʼí Faith: A Beginner's Guide. Oxford, UK: Oneworld Publications. ISBN:978-1-85168-563-9.
- Momen، Moojan (2009) [Originally published as The Phenomenon of Religion in 1999]. Understanding Religion: A Thematic Approach. Oxford, UK: Oneworld Publications. ISBN:978-1-85168-599-8. OL:25434252M.
- Momen، Moojan (2015). The Baha'i Communities of Iran, 1851-1921, Volume 1: The North of Iran. Oxford, UK: George Ronald. ISBN:978-0-85398-585-3.

## ملحوظات
1. ↑  Given name is pronounced "Moo-zhaane"[6]

## الاستشهادات
1. ↑  مذكور في: المعرف الاستنادي الافتراضي الدولي. مُعرِّف ملف الضبط الاستنادي الافتراضي الدَّولي (VIAF): 79055416. باسم: Moojan Momen.
2. ↑  مذكور في: قاعدة بيانات الضبط الوطنية التشيكية. مُعرِّف الضَّبط الاستناديِّ في قاعدة البيانات الوطنية التشيكية (NLCR AUT): xx0255680. الوصول: 1 مارس 2022.
3. 1 2  مذكور في: قاعدة بيانات الضبط الوطنية التشيكية. مُعرِّف الضَّبط الاستناديِّ في قاعدة البيانات الوطنية التشيكية (NLCR AUT): xx0255680. الوصول: 19 ديسمبر 2022.
4. 1 2 3 4 5 6 7 8  مذكور في: قاعدة بيانات الضبط الوطنية التشيكية. مُعرِّف الضَّبط الاستناديِّ في قاعدة البيانات الوطنية التشيكية (NLCR AUT): xx0255680. الوصول: 7 نوفمبر 2022.
5. ↑  مذكور في: قاعدة بيانات الضبط الوطنية التشيكية. مُعرِّف الضَّبط الاستناديِّ في قاعدة البيانات الوطنية التشيكية (NLCR AUT): xx0255680. الوصول: 22 يوليو 2024.
6. 1 2 3 4  Gale bio 2006.
7. 1 2  Curriculum Vitae.
8. ↑  Moojan Momen (23 سبتمبر 2019). "Discovering Sacred Texts; Baha'i sacred texts". British Library. اطلع عليه بتاريخ 2021-06-29.
9. ↑  Mahmoud M. Ayoub (2014). "Shi@'I@ ISLAM: Thought and History (syllabus)" (PDF). Hartford Seminary (nondenominational). اطلع عليه بتاريخ 2021-06-29.
10. ↑  "Awards, Nova Religio". University of California Press. 2021. اطلع عليه بتاريخ 2021-06-29.

## قراءة إضافية
- "List of documents by Moojan Momen". Bahai-Library.com. اطلع عليه بتاريخ 2024-10-20.